# Subrosion
Subrosion (lat. sub = unter und rodere = zerkleinern) bezeichnet in der Geologie die unterirdische Auslaugung und Verfrachtung von meist leicht löslichem Gestein. Ihr gegenüber steht die Erosion, die Abtragungs- und Verlagerungsprozesse an der Erdoberfläche beschreibt.
Subrosion kann durch Sickerwasser verursacht werden oder im Bereich unterirdisch verlaufender, grundwasserleitender Horizonte (Aquifere) in verstärktem Maße auftreten.
Besonders anfällig für Subrosion sind salzartige Gesteine (Evaporite, zum Beispiel Steinsalz oder Anhydrit und Gips), die häufig in Ablagerungen des Zechsteins aus der Zeit des Perms oder im Mittleren Muschelkalk der Trias zu finden sind.
Auch gegen Auslaugung widerstandsfähigere Gesteine wie Kalkstein werden im Laufe der Zeit durch Subrosion abgetragen, so dass unterirdische Karsthöhlen entstehen. Das Einbrechen solcher Hohlräume kann zur Ausbildung von Erdfallseen wie dem Arendsee führen.
Gerade in Gebieten mit starker Verkarstung kann Subrosion auch an der Oberfläche in Form von großflächigen Wannen (Subrosionssenken) oder Dolinen beobachtet werden, die durch das Nachbrechen von Gestein in die Hohlräume entstanden sind. Die als Folge der Subrosion zurückbleibenden Gesteine bilden bei Salzstöcken die Hutgesteine.